# Три-Ізби
Три-Ізби́ (рос. Три-Избы, чув. Виҫпӳрт Сали) — присілок у складі Цівільського району Чувашії, Росія. Входить до складу Риндинського сільського поселення.
Населення — 128 осіб (2010; 135 у 2002).
Національний склад:
- чуваші — 65 %
- росіяни — 34 %

Стара назва — Три Ізби.